# Adamo Dionisi
Adamo Dionisi (Roma, 30 settembre 1965 – Roma, 20 ottobre 2024) è stato un attore italiano.

## Biografia
Soprannominato er Marchese, è stato per anni tra i capi degli Irriducibili, il principale gruppo ultras della Lazio. Dionisi fu arrestato nell'aprile 2001 dalla DIGOS per una vicenda di droga: poche ore prima era stato coinvolto in una rissa al di fuori dello stadio San Siro con alcuni membri della Fossa dei Leoni e delle Brigate Rossonere, storici gruppi ultras del Milan, al termine di un Milan-Lazio di campionato, riportando una ferita al labbro. Scontò la sua pena nel carcere capitolino di Rebibbia, dove prese parte a vari progetti teatrali.
Una volta libero decise di intraprendere la carriera d'attore: esordì nel film Chi nasce tondo..., del 2008, da lui co-sceneggiato. Dopo aver recitato come caratterista in varie pellicole, nel 2014 venne scelto dal regista italo-americano Abel Ferrara per interpretare la parte di una guida napoletana nel film biografico Pasolini, dedicato all'omonimo intellettuale e regista.
La notorietà arrivò nel 2015 quando egli impersonò il boss Manfredi Anacleti, uno degli antagonisti principali del film Suburra, diretto da Stefano Sollima; riprenderà tale ruolo nell'omonima serie televisiva tratta dal film, iniziata nel 2017 e prodotta da Netflix.
Il 7 dicembre 2017, mentre si trovò a Viterbo in villeggiatura, venne arrestato per aver aggredito l'ex fidanzata, danneggiato una camera d'albergo e opposto resistenza a pubblico ufficiale venendo processato per direttissima e assolto in quanto non era stata sporta denuncia e i reati non erano perseguibili d'ufficio.
Nel 2018 prese parte ai film Dogman di Matteo Garrone e nel 2023 fu nel cast di Enea di Pietro Castellitto.
Dionisi è morto il 20 ottobre 2024 all'ospedale Fatebenefratelli di Roma, dopo una breve malattia, all'età di 59 anni. I funerali si sono svolti, dopo due giorni, nella basilica di Santa Maria in Trastevere, nel rione Trastevere di Roma.

## Filmografia

### Cinema
- Tutta la vita davanti, solo voce, regia di Paolo Virzì (2008)
- Chi nasce tondo..., regia di Alessandro Valori (2008)
- Good Morning Aman, regia di Claudio Noce (2009)
- Scialla! (Stai sereno), regia di Francesco Bruni (2011)
- Tutti i santi giorni, regia di Paolo Virzì (2012)
- La trattativa, regia di Sabina Guzzanti (2014)
- Pasolini, regia di Abel Ferrara (2014)
- I nostri ragazzi, regia di Ivano De Matteo (2014)
- Arance & martello, regia di Diego Bianchi (2014)
- Suburra, regia di Stefano Sollima (2015)
- Viale Giorgio Morandi, regia di Giovanni Piperno (2017)
- Brutti e cattivi, regia di Cosimo Gomez (2017)
- Dogman, regia di Matteo Garrone (2018)
- Famosa, regia di Alessandra Mortelliti (2020)
- The Shift, regia di Alessandro Tonda (2020)
- Morrison, regia di Federico Zampaglione (2021)
- Enea, regia di Pietro Castellitto (2023)
- Martedì e venerdì, regia di Fabrizio Moro e Alessio De Leonardis (2024)

### Televisione
- Suburra - La serie – serie TV, 18 episodi (2017-2020)
- Rocco Schiavone – serie TV, 8 episodi (2016-2023)

### Cortometraggi
- Il cinema lo faccio io, regia di Alessandro Valori (2012)
- The Naked Truth, regia di Enrico Maria Artale (2019)
- Marcello, regia di Maurizio Lombardi (2024)